# 千野境子
千野 境子（ちの けいこ、1944年 - ）は、日本のジャーナリスト、公益財団法人国際文化会館理事、元産経新聞記者。日本の新聞で、女性として初めて外信部長、論説委員長を務めた。2009年、女性初の人事官に任命の予定だった。

## 経歴
神奈川県横浜市生まれ。フェリス女学院中学校・高等学校を卒業後、1967年、早稲田大学第一文学部ロシア文学専修を卒業後、4月産経新聞社入社。産経新聞の僚紙である夕刊フジ報道部に配属。その後、産経社会部、教養部に異動。1978年、34歳の時にフルブライト・ジャーナリストプログラムで、アメリカへ留学。1985年、外信部へ異動。1987年、産経新聞で女性として初めての特派員としてマニラ支局長に。1991年、ニューヨーク支局長。1993年、日本の新聞で女性として初めて、外信部（国際報道セクション）の部長となる。1996年、論説委員を兼務。1996年、シンガポール支局長に異動。1997年、東南アジア報道での功績が認められボーン・上田記念国際記者賞受賞。2002年、日本の新聞で初めての「大阪特派員」を兼任。2005年、女性初の論説委員長となる。2006年6月、産経新聞社の取締役を兼務。2008年、取締役を退任し「特別記者」となる。2012年に産経新聞社を退社、その後、産経新聞の客員論説委員となる。

## 人物
2009年、人事院人事官に千野を任命する人事案が政府から提案された。これが示すように「高潔な人格」の千野だが、堅物ではなく硬軟の視点をあわせ持つ。女性の視点は言うまでもないが、タブロイド紙記者歴（夕刊フジ）も長いためだ。国際報道に携わる外信部記者を希望して産経新聞に入った千野だが、当時、女性の深夜労働が禁止されていたため、いったん夕刊フジに「唯一の女性」記者として配属。このためユニークな取材も経験し、女性ながら陸上自衛隊で74式戦車乗車ルポも行う。

### カストロ議長が唯一「キス」した女性
諸外国での特派員歴も長いが、独裁者たちへのインタビューも敢行している。フィリピンのイメルダ・マルコス（フェルディナンド・マルコス大統領の妻）、パナマ共和国のマヌエル・ノリエガ最高司令官（将軍）、ニカラグア共和国のダニエル・オルテガ大統領、キューバのフィデル・カストロ議長で、彼らについて千野は「米国が指名した３悪人」と表し、特にノリエガについて「米国がパナマを爆撃、将軍の住む宮殿を破壊したので、私のインタビューが彼の国際社会との最後の出会いとなった」と述懐する。独裁者インタビューの余話として、千野は2012年2月、日本記者クラブの「取材ノート」コーナーに投稿。各国の記者たちと握手したカストロ議長が、千野だけを「抱き寄せ両ほおにキスをし」て、「ロイター通信がその瞬間をパチリ、写真に収めた」が、「残念、世界には配信されなかった」「もじゃもじゃヒゲは柔らかかった」などと思い出を振り返る。

### パナソニック発祥の地を発見
論説委員になっても、現場記者と変わらぬ好奇心とフットワークの千野は、日本初の「大阪特派員」として2002年の赴任後、高野山、伊勢神宮、吉野など近畿各地を取材し、紀行を新聞に連載しつつ、大阪特派員らしいスクープも連発する。特筆はパナソニック創業者の松下幸之助の真の創業の地について。巷で創業の地は大阪市北区（現福島区）大開町とされていたが、実際はコリアタウンの旧猪飼野地区に近い「東成区玉津二丁目一番地」だったことを、郷土史研究家で古書店主の足代健二郎の協力で発表する。この年は幸之助生誕110年で、同年11月、この地に「松下幸之助　起業の地」顕彰碑が建てられ、東成区も地元の名所・旧跡として紹介するようになった。
一方で、千野は、大阪という都市について是々非々で伝える。「世界は日本・アジアをどう伝えているか」というコラムを連載しているため、千野は出会う人から頻繁に「世界は大阪をどう伝えているのか？」と尋ねられる。その際、千野は「『スミマセン。ほとんど伝えられてません』。ただ私は必ずこう付け加える。『ところが、海外には日本人がびっくりするような関西・大阪研究者がいるんです。もしかすると日本研究としての『大阪』は玄人好みなのかもしれませんね」と答えるという。そして、その実例として、米国オレゴン大学歴史学部のジェフリー・ヘインズ助教授を挙げ、「都市、ひいては地域再生の声が一段と高くなっている。関一の遺産を振り返るとき、二十一世紀の大阪はこのような洞察力のあるリーダーシップが必要－そう感じている。」とコラムを結び、都市力の低下を招いた大阪・関西の政治家の“力”の低下に警鐘を鳴らす。
その後、千野は、東京本社に戻り、論説委員長や新聞社取締役という立場から原稿を書くのだが、役職すべて引退した70歳代の今でも、一介の記者として書き続ける。2016年、旧ソ連（ロシア連邦）圏を訪ね、「あの１９８６年４月２６日のニュースを北欧発の外電が世界に初めて伝えた日の夜、私は外信部のデスクだった」千野は、「いつかチェルノブイリを訪れたいと思ってきた」30年越しの悲願を叶え、原発事故の消火活動で亡くなった「世界を破滅から救った人々」消防士6人に対し、献辞を述べている

### 「原点」「女子教育」「風」
取材対象・場所の幅広さから、立場もブレやすい新聞記者という職業だが、千野には揺るがぬ部分と、あえて揺るがせる部分とがある。千野は、朝日新聞からのインタビューに、自身の原点と信念を語っている。高校生の頃、クラブ活動で文芸部を選んだほど無口で内気な少女だった千野は、「自分の考えを持ち付和雷同しない」ことを学び、今も「独自の闘いが好きなのはフェリス（女学院高）が始まりかも」としている。
女性初の外信部長となった際、千野は台風の目になった。米国ニューヨーク特派員として書く記事は、湾岸戦争やカンボジアPKOなどの一方、米国社会については「有名な百貨店が会社更生法を申請するとか、米国経済が問題を抱えていることなどアメリカの駄目な話ばかり」で、対する日本は「不動産会社が、例えばロックフェラービルとか西海岸の有名なゴルフコースを買収した話とか、日米の取材は対照的時代」だった。暗いニュースばかり米国から発信し続けた千野が日本に戻ったのは、偶然にも『政界のドン』金丸信自民党副総裁が割引金融債をめぐる脱税容疑で逮捕された翌日。大事件を連れて凱旋する形となったことを、産経新聞1面コラム「産経抄」が紹介。帰国便の日本航空機内で千野は新聞を読み、「あっと声を上げ、その自分の声の大きさにもう一度びっくりした。『金丸前副総裁を逮捕』。日本の新聞の大きな見出しが目に飛び込んできからだった。」。そして、大ニュースが掲載されているから新聞を読むべきだ、と客室乗務員が乗客に告げて回った状況を、「（女性の乗客2人が）『あら、長嶋一茂がホームラン打ったのね！』久しぶりに帰国する新外信部長にとって、この三度目の驚きが最も大きかった」と伝え、千野の赴任時と帰国時が、そのままバブル景気崩壊前後の日本社会の激変と重なるようすを描いている。
また、千野は2005年、女性初の論説委員長として最初のコラムで、自身の象徴として「風」を扱う。「このタイトル（＝シリーズ「風を読む」）が決まった後、風からの連想で産経新聞の大先輩、司馬遼太郎さんが本紙朝刊でコラム『風塵抄』を書かれていたのを思い出した。」と書き始め、国民的作家の司馬を引用するのは少々おこがましいと断った上で、「風に敏感でありつつ、恒心で時代の風を読めたらいいなと思う。」と表明。続いて、1996年2月12日、偶然にも司馬自身が亡くなった当日の朝刊に掲載された「風塵抄」の最終回に触れ、司馬が「日本に明日をつくるために」と題してバブル時代の土地高騰への怒り・戒めを書いたことを引用しながら、千野も「馬鹿げた土地狂乱は、よもや再燃しまい。しかしいま、さらに先を行く軽薄でオソロシイ、マネーゲームの時代が来たようで、あの失敗から日本人はどれほど成熟したのだろうか」と21世紀の日本に警鐘。そして、「風もう一題。実はボブ・ディランの「風に吹かれて」を反射的にイメージしてしまう世代である。」と、結んでいる。
取締役を退任した直後の2008年には、「土・日曜日に書く　ランブイエの精神を思う」と題したコラムで、翌週から始まる主要国首脳会議（北海道洞爺湖サミット）に言及。福田康夫首相はサミットの精神に戻って、ロシアに北方領土を、米国に地球温暖化問題をきちんと主張すべきで、「会議の流れを作る議長という８年に１度のチャンスに巡り合わせながら、もったいないことである。」と、追い風を活用できない福田外交に釘を刺す。
2012年、新聞社を退社し、客員論説委員として最初のコラムでは、「遠い響・近い声　『独り勝ち』求めぬ町作り」と題して、「長野県でもっとも小さな町、知る人ぞ知る小布施」を取り上げた。「毎月、ぞろ目の日に行う『小布施ッション』も人気だ。こだわりを意味する英語のオブセッションと小布施の合成語で、各界の先駆的仕事をしている人が講演し交流もする。先月は建築家、隈研吾氏だった。」と、人口1万2千人ほどの町に、年120万人が訪れる秘密を紹介。そして、「そう、これを私流に名付ければ独り勝ちを求めない町作り。中心部だけ賑（にぎ）わっても全体に及ばなければ何の繁栄か。町作りに限らないが。彼の見事な転身に、本稿から客員論説委員と肩書が変わった筆者もまねたいものだと小布施を後にした。」と結んでいる。
翌月には、「小さな１隻を大きな飛躍へ」と題して、日米豪によるミクロネシア連邦海上保安能力強化支援プロジェクトを紹介。ミクロネシアで、小型艇１隻の引き渡し式を取材した千野は、「一国の大統領が竹島によじ登り、運動家たちが大旗を掲げて尖閣諸島に侵入する。日本の領海・領域で見たくない光景が現実となり、危機管理能力や外交の戦略が問われた夏」だからこそ、排他的経済水域（EEZ）で米豪に次ぐ世界3位の広さを抱えるのに海軍を持たないミクロネシアに対する継続的支援が必要とし、「きめ細かく忍耐強い技術指導は現地でも好評で、米豪にはない強みである。海上保安庁に余力がなければ、ＯＢの出番があってよい。歓迎されること間違いなしだと思う。」と、一歩、引いた自身の産経OBとしての立場を重ねて結んでいる。

## 著書

### 単著
- 『ワシントン・シングル・ウーマン』三修社 海外叢書、1980
- 『三面記事のアメリカ 犯罪ニュースは社会の狂気を裸にする』潮出版社、1983
- 『あの時の「私」を語る 夕刊フジ・千野境子の"話題の人"インタビュー』三修社、マルチ・ブックス 1984
- 『アメリカ風だより』（青春ノート）国土社、1985
- 『マニラ発サリサリハロハロ通信』尾崎曜子絵 国土社 現代の文学、1989
- 『アメリカ犯罪風土記』社会思想社 現代教養文庫、1991
- 『明石康国連に生きる』新潮社、1994
- 『ペルー遥かな道 フジモリ大統領の母』中公文庫、1995
- 『世界は日本・アジアをどう伝えているか 報道検証』連合出版、2003
- 『大阪の扉 「産経新聞大阪特派員」が見つけた文化、人、街…』産経新聞出版、2005
- 『紅茶が動かした世界の話』国土社、2011
- 『女性記者 論説委員室の片隅で』産経新聞出版、2012
- 『インドネシア9・30クーデターの謎を解く スカルノ、スハルト、CIA、毛沢東の影』草思社、2013
- 『なぜ独裁はなくならないのか 世界の動きと独裁者インタビュー』国土社、2013

### 共著
- 『あなたもシングル?』編著　ユック舎、1983
- 『アキノ政権とフィリピン社会 わたしの伝えたいフィリピン』ルベン・アビト共著 亜紀書房、1989
- 『アジア目撃』リチャード・ハロラン共著 連合出版、2003

### 翻訳
- M.M.ロジャース『フィリピン』国土社 目で見る世界の国々、1991
- ネイザン・A.ハバーストック『キューバ』国土社 目で見る世界の国々、1992
- メアリー・M.ロジャース『パナマ』国土社 目で見る世界の国々、1995
- カレン・サーバイティス『アメリカ』国土社 目で見る世界の国々、1997
- ロリ・コールマン『カンボジア』国土社 目で見る世界の国々、2001